# Ja sam lažljiva
Ja sam lažljiva drugi je studijski album riječkog elektro-pop-sastava Denis & Denis, koji diskografska kuća Jugoton objavljuje 1985. godine.

## O albumu
Godine 1985. Davor Tolja je bio na odsluženju vojnoga roka, a album Ja sam lažljiva snimili su tijekom njegovih redovnih dolazaka te je izdan kao mini LP. Verzija na kazeti sadrži dvije demosnimke, "Gluhi telefoni" i "Mala noćna zadovoljstva", koje je Tolja snimi još 1982. godine ali ih do tada nikada nije objavio.
Objava albuma donijela im je još veću popularnost, a hitovi "Voli me još ovu noć", "Ja sam lažljiva" i "Soba 23", definitivno su najviše pridonijele tomu. Snimljen je video uradak nabijen erotskim scenama za skladbu "Soba 23", a zajedno s Marinom Perazić u njemu se pojavljuje i Edi Kraljić, koji je mijenjao Tolju dok je ovaj bio na odsluženju vojnoga roka. Do kraja godine osvajaju niz nagrada i priznanja. Časopis "Rock" Marinu Perazić proglašava najseksipilnijom i najpopularnijom pjevačicom godine, dok je video za pjesmu "Ja sam lažljiva" također proglašen najboljim u toj godini.
Marina Perazić nakon što je album objavljen napušta sastav i kratko se posvećuje svojoj solo karijeri. Godine 1987. izdaje album pod nazivom Marina, te ubrzo nakon toga odlazi u Sjedinjene Države. Davor Tolja i Edi Kraljić nastavljaju djelovati kao Denis & Denis i 1988. godine objavljuju novi album Budi tu.
Tekstove za materijal radili su Alka Vuica, Domenika Vanić i Mladen Popović, dok su producenti bili Andrej Baša i Tolja.

## Popis pjesama
| 1. | »Ja sam lažljiva«     | Davor Tolja – Alka Vuica     | 4:04 |
| 2. | »Voli me još ovu noć« | Davor Tolja – Mladen Popović | 5:00 |
| 3. | »Ja sam lažljiva«     | Davor Tolja – Alka Vuica     | 4:04 |
| 4. | »Himna kompjutera«    | Davor Tolja                  | 0:57 |

| 1. | »Soba 23«             | Davor Tolja – Domenika Vanić | 4:14 |
| 2. | »Noć«                 | Davor Tolja – Domenika Vanić | 4:52 |
| 3. | »Voli me još ovu noć« | Davor Tolja – Mladen Popović | 5:00 |

## Izvođači
- Marina Perazić - vokal
- Davor Tolja - klavijature, ritam mašina, kompjuter (Commodore 64), vokali
- Elvis Stanić - gitara
- Edi Kraljić - prateći vokali
- Joško Serdarević - udaraljke

### Produkcija
- Producent - Andrej Baša, Davor Tolja
- Glazba, aranžer - Davor Tolja
- Glavni i odgovorni urednik - Dubravko Majnarić

## Vanjske poveznice
- Diskografija.com - Recenzija albuma Ja sam lažljiva
- http://www.marinaperazic.dzaba.com/jasamlazljiva.htm  Arhivirana inačica izvorne stranice od 30. listopada 2009. (Wayback Machine)